# Tatsiana Khaladovich
Tatsiana Khaladovich (née le 21 juin 1991) est une athlète biélorusse, spécialiste du lancer de javelot.

## Biographie
Très régulière lors de la saison 2016 avec notamment une meilleure performance mondiale de l'année à 65,10 m, Khaladovich remporte le titre européen à l'occasion des Championnats d'Europe d'Amsterdam avec un lancer à 66,34 m, nouveau record national.
Le 26 mai 2017, Khaladovich remporte le Prefontaine Classic de Eugene avec 66,30 m, tout proche de son record personnel. Elle devance la toute fraîche recordwoman d'Asie Liu Shiying (65,21 m) et la championne olympique Sara Kolak (64,64 m).
Le 7 juin 2018, elle remporte les Bislett Games d'Oslo, étape de la ligue de diamant, avec un nouveau record de Biélorussie à 67,47 m.
Elle se classe 6e des championnats du monde à Doha avec 62,54 m.

## Palmarès
| Date | Compétition                          | Lieu                  | Résultat | Marque  |
| ---- | ------------------------------------ | --------------------- | -------- | ------- |
| 2013 | Coupe d'Europe hivernale des lancers | Castellón de la Plana | 3e       | 55,78 m |
| 2014 | Championnats d'Europe                | Zurich                | 5e       | 61,66 m |
| 2015 | Universiade                          | Gwangju               | 1re      | 60,45 m |
| 2016 | Championnats d'Europe                | Amsterdam             | 1re      | 66,34 m |
| 2016 | Jeux olympiques                      | Rio de Janeiro        | 5e       | 64,60 m |
| 2017 | Championnats d'Europe par équipes    | Lille                 | 2e       | 64,60 m |
| 2017 | Championnats du monde                | Londres               | 6e       | 64,05 m |
| 2018 | Championnats d'Europe                | Berlin                | 5e       | 60,92 m |
| 2018 | Ligue de diamant                     | Ligue de diamant      | 1re      | 66,99 m |
| 2019 | Jeux européens                       | Minsk                 | 1re      |         |
| 2019 | Championnats d'Europe par équipes    | Sandnes               | 1re      | 61,17 m |
| 2019 | Ligue de diamant                     | Ligue de diamant      | 8e       | 60,99 m |
| 2019 | Championnats du monde                | Doha                  | 6e       | 62,54 m |
| 2021 | Coupe d'Europe des lancers           | Split                 | 3e       | 62,88 m |

## Records
| Épreuve | Marque       | Lieu | Date        |
| ------- | ------------ | ---- | ----------- |
| Javelot | 67,47 m (NR) | Oslo | 7 juin 2018 |